# Mineiro (voleibolista)
 Rogério Lintz Leite Medeiros Nogueira(Andrelândia, 30 de junho de 1988) é um voleibolista indoor brasileiro, atuante na posição de Ponta, que serviu a Seleção Brasileira nas categorias de base conquistando a medalha de ouro no Campeonato Sul-Americano Juvenil de 2006 realizado no Brasil.Pela Seleção Brasileira de Novos foi semifinalista em duas edições da Copa Pan-Americana , nos anos de 2010 e 2012, além disso foi medalhista de bronze na Universíada de Verão de 2011 na China e vice-campeão do Evento Teste para Olimpíada de Londres de 2012 e obteve a medalha de bronze a Universíada de Verão de 2011 na China.Em clubes foi semifinalista na Liga dos Campeões da Europa em 2013.

## Carreira
Mineiro  foi convocado pelo técnico Percy Oncken para a Seleção Brasileira na categoria infanto-juvenil, para avaliação e preparação para o Campeonato Mundial na Argélia. No ano seguinte serviu novamente as categorias de base da Seleção Brasileira, desta vez na categoria juvenil, quando disputou o Campeonato Sul-Americano da categoria sediado em Manaus-Brasil quando conquistou o título da edição.
Representou a Seleção Mineira na categoria juvenil na edição do Campeonato Brasileiro de Seleções de 2007, sediado em  Itaúna-MG, Divisão Especial.
Na temporada 2007-08 foi atleta do Bento Vôlei, disputando pelo time gaúcho o Campeonato Mineiro de 2007 sendo semifinalista por este clube e terminando na quarta posição.
Ainda em 2007 foi também convocado pelo técnico Percy Oncken para Seleção Brasileira, categoria juvenil, em preparação para o Campeonato Mundial. Pelo Bento Vôlei disputou a Superliga Brasileira A 2007-08 encerrando na décima posição, foi dispensando por este clube sob alegação de indisciplina.
O Álvares/Vitória o contrata para as competições de 2008-09,  disputando a referente Superliga Brasileira A
 encerrando nesta edição na nona posição por este clube. Na jornada seguinte integra a equipe do Vôlei Futuro no Campeonato Paulista de 2009 e disputou a Superliga Brasileira A 2009-10 encerrando na décima colocação.
Em 2010 foi convocado para integrar a Seleção Brasileira de Novos que disputou a Copa Pan-Americana em San Juan-Porto Rico, sendo semifinalista e vestindo a camisa#2 encerrou pela equipe brasileira na quarta posição.
Renovou com o Vôlei Futuro para as competições de 2010-11, obtendo por este o título do Campeonato Paulista de 2010, no mesmo ano conquistou o ouro nos Jogos Abertos do Interior em Santos-SP  e também nos Jogos Regionais[carece de fontes?]e disputou a Superliga Brasileira A correspondente conquistando  o bronze desta edição.
Em 2011 foi novamente convocado para Seleção Brasileira de Novos em preparação para Universíada de Verão em Shenzhen-China  no mesmo ano e para o Evento Teste da Olimpíada de Londres de 2012 e fez parte do grupo que disputou a referida Universíada, edição na qual disputou a medalha de bronze  diante da seleção canadense e objetivo foi alcançando ao vencê-la  e trazendo este honroso bronze para o país. E no Evento Teste para Olimpíada de Londres de 2012, vestindo a camisa#17, esteve na equipe brasileira, no qual conquistou o vice-campeonato.
Também foi atleta do BMG/ São Bernardo do Campo e atuou por este na jornada esportiva 2011-12, disputando a referente Superliga Brasileira A na qual encerrou por este clube na oitava posição.
No ano de 2012  foi convocado novamente para seleção de novos, e disputou sua segunda edição da Copa Pan-Americana, vestindo a camisa#17, foi novamente semifinalista e encerrou pela seleção na quarta posição em Santo Domingo-República Dominicana. Renovou com a equipe de São Bernardo do Campo, que passou a utilizar o nome São Bernardo Vôlei na temporada 2012-13, disputando por este a correspondente Superliga Brasileira A e novamente alcançando a oitava posição nesta edição.
Transferiu-se para o voleibol polonês para defender o ZAKSA Kędzierzyn-Koźle já em andamento a temporada 2012-13 conquistando o vice-campeonato da Liga A Polonesa de 2012-13 e o título da Copa da Polônia de 2013 e por este clube polones disputou a Liga dos Campeões da Europa de 2013 na qual foi semifinalista e encerrou na quarta posição em Omsk -Rússia.
Na temporada 2013-14 retornou ao Brasil e é contratado pelo Vôlei Brasil Kirin/Campinas conquistou o vice-campeonato no Campeonato Paulista de 2013 e o bronze na Copa do Brasil de 2014 sediada em  Maringá, PR. Pelo mesmo clube disputou a Superliga Brasileira A 2013-14 encerrando na quarta posição.
Mineiro assinou contrato com o São José Vôlei /São José dos Campos para atuar por este nas competições de 2014-15.

## Títulos e Resultados
- 2014-3º Lugar da Copa do Brasil [38]
- 2013-14- 3º Lugar da Superliga Brasileira A[40]
- 2013-Vice-campeão do Campeonato Paulista[37]
- 2013- 4º Lugar da Liga dos Campeões da Europa (Omsk ,  Rússia)[36]
- 2013-Campeão da Copa da Polônia[34]
- 2012-13-Vice-campeão da Liga A Polonesa[34]
- 2012-13- 8º Lugar da Superliga Brasileira A[32]
- 2012-4º lugar da Copa Pan-Americana(Santo Domingo,  República Dominicana)[30]
- 2011-12- 8º Lugar da Superliga Brasileira A[29]
- 2011-Vice-campeão do Evento Teste Olimpíada de Londres 2012[27]
- 2010-11- 3º Lugar da Superliga Brasileira A[21]
- 2010-Campeão do Campeonato Paulista[18]
- 2010-Campeão do Jogos Regionais
- 2010-Campeão do  Jogos Abertos do Interior de Santos [19]
- 2010-4º lugar da Copa Pan-Americana(San Juan,  Porto Rico)[17]
- 2009-10- 10º Lugar da Superliga Brasileira A [15]
- 2008-09- 9º Lugar da Superliga Brasileira A[13]
- 2007-08- 10º Lugar da Superliga Brasileira A[10]
- 2007-4º lugar do Campeonato Mineiro[7]

## Ligações Externas
- Profile Rogério Mineiro (en)